# Малая Скифия

Карта Малой Скифии.

Малая Скифия ( Μικρὰ Σκυθία; лат. Scythia minor) — античное название Западного Причерноморья к югу от Дуная.
Малая Скифия ныне восточная часть Румынии и Болгарии. Первое описание Малой Скифии можно найти у Геродота; коренные обитатели — геты. Главные города — Истрия (древнейший из всех), Одессос (совр. Варна), Томис (совр. Констанца), Дуростор (совр. Силистра).
Из скифских правителей Нижнего Подунавья наиболее известен Атей. В Малую Скифию был сослан из Рима знаменитый поэт Овидий; там он сочинил свои «Понтийские письма» — важный источник о быте жителей этой области.
До реформ Диоклетиана входила в состав провинции Нижняя Мёзия, затем выделена в отдельную провинцию Скифия.
Согласно Иордану, после битвы при Недао (454) Малую Скифию населили остатки гуннов во главе с Эрнаком, а также скиры, садагарии и аланы.

## Правители
Правители Малой Скифии:
- Канит (Κανιται)
- Харасп (Χαράσπης)
- Акроса (Ἀκροσάκης)
- Танусак (Τανουσάκης)
- Сариак[укр.] (Σαριάκος)
- Айлис (Αιλίς)